# نمای اول شخص (کنترل رادیویی)

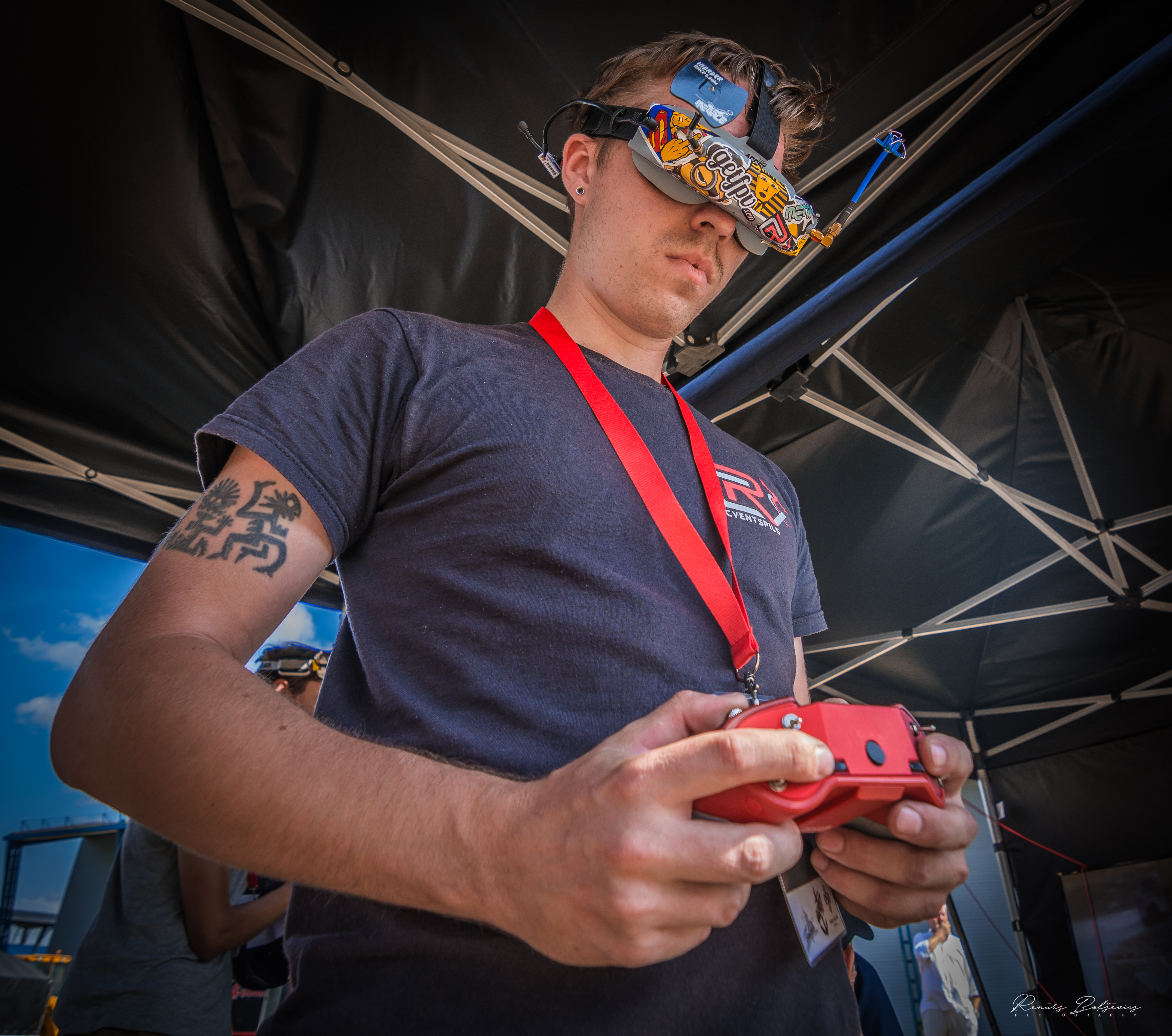
یک خلبان پهپاد که در طی مسابقه هواپیماهای بدون سرنشین در حال هدایت پرنده با عینک FPV و کنترل‌گر رادیویی است.

نمای اول شخص (FPV)، همچنین به عنوان نمای از راه دور (RPV)، یا به صورت ساده خلبانی ویدیویی شناخته می‌شود، روشی برای کنترل یک وسیله نقلیه رادیویی از دید راننده یا خلبان است. از این روش معمولاً برای هدایت یک هواپیمای رادیویی یا سایر انواع وسایل نقلیه هوایی بدون سرنشین (UAV) مانند پهپادهای نظامی استفاده می‌شود. وسیله نقلیه از راه دور از منظر اول شخص از طریق یک دوربین نصب شده بر روی پرنده هدایت می‌شود. تصاویر به صورت بی‌سیم به عینک‌های مخصوص FPV یا یک مانیتور ویدئویی ارسال می‌گردد.